# Nepčana kost
Nepčana kost (lat. os palatinum) je parna kost lubanje koja oblikuje dio nepca. Nepčana kost nalazi se u stražnjem dijelu nosne šupljine između gornje čeljusti i klinaste kosti.
Nepčana kost sudjeluje u oblikovanju dviju udubina, krilnonepčane (lat. fossa pterygopalatina) i krilne  (lat. fossa pterygoidea).

## Strukture
Nepčana kost izgledom podsjeća na slovo L i sastoji se od okomite ploče (lat. lamina perpendicularis) i vodoravne ploče (lat. lamina horizontalis). 
Na mjestu gdje se spajaju okomita i vodoravna ploča nalazi se piramidni nastavak (lat. processus pyramidalis).  
Na gornjem dijelu okomite ploče nalaze se dva izdanka. Prednji, orbitalni izdanak (lat. processus orbitalis) i stražnji, klinasti izdanak (lat. processus sphenoidalis) omeđuju usjeklinu, incisura sphenopalatina (lat.).

## Spojevi
Nepčana je kost spojena sa šest kosti: klinasta kost, rešetnica (lat. os ethmoidale), gornja čeljust, donja nosna školjka (lat. concha nasalis inferior), raonik (lat. vomer), i nepčana kost suprotne strane.